# نوروود، پنسیلوانیا
نوروود (به انگلیسی: Norwood) یک منطقهٔ مسکونی در ایالات متحده آمریکا است که در پنسیلوانیا واقع شده‌است. نوروود ۲٫۱۱ کیلومتر مربع مساحت و ۵٬۸۹۰ نفر جمعیت دارد و ۲۴٫۹۹ متر بالاتر از سطح دریا واقع شده‌است.